# Єфрем (митрополит Київський)
Митрополит Єфре́м I — митрополит Київський і всієї Русі (1055—1061).
Відомостей про нього збереглося небагато. Відомо, що за походженням він був грек. Згадки про нього відносяться до 1055 року.
Зокрема, відомо, що цього року Новгородський єпископ Лука Жидята був осоромлений перед митрополитом Єфремом своїм холопом. Митрополит викликав єпископа Луку до Києва і засудив його. Через три роки з'ясувалося, що єпископа оббрехали, і митрополит Єфрем випустив преосвященного Луку з ув'язнення, а наклепників суворо покарав.